# Juri Alexandrowitsch Gorschkow
Juri Alexandrowitsch Gorschkow (russisch Юрий Александрович Горшков; * 13. März 1999 in Kondopoga) ist ein russischer Fußballspieler.

## Karriere

### Verein
Gorschkow begann seine Karriere bei Tschertanowo Moskau. Dort rückte er zur Saison 2016/17 in den Kader der ersten Mannschaft. Für diese absolvierte er in seiner ersten Saison 15 Partien in der drittklassigen Perwenstwo PFL. In der Saison 2017/18 kam er zu 22 Einsätzen, mit Tschertanowo stieg er zu Saisonende in die Perwenstwo FNL auf. Sein Zweitligadebüt gab er daraufhin im Juli 2018. In seiner ersten Zweitligaspielzeit kam der Abwehrspieler zu 36 Einsätzen, in denen er zweimal traf. In der Saison 2019/20 kam er bis zum COVID-bedingten Saisonabbruch zu 22 Einsätzen.
Zur Saison 2020/21 wechselte Gorschkow innerhalb der Liga zu Krylja Sowetow Samara. In seiner ersten Saison in Samara kam er zu 41 Einsätzen in der Perwenstwo FNL, mit Krylja Sowetow stieg er zu Saisonende in die Premjer-Liga auf. Sein Debüt in der höchsten Spielklasse gab er im Juli 2021 gegen Achmat Grosny. In seiner ersten Spielzeit im Oberhaus kam er zu 29 Einsätzen für Samara. In der Saison 2022/23 absolvierte er 24 Partien. In der Saison 2023/24 spielte er 29 Mal in der Premjer-Liga.
Zur Saison 2024/25 wechselte Gorschkow zum Ligakonkurrenten Zenit St. Petersburg.

### Nationalmannschaft
Gorschkow spielte zwischen 2017 und 2019 von der U-18 bis zur U-20 insgesamt 16 Mal für russische Jugendnationalteams. Im Oktober 2023 debütierte er in einem Testspiel gegen Kenia für die A-Nationalmannschaft.